# Distichodus mossambicus
Distichodus mossambicus es una especie de peces de la familia Citharinidae en el orden de los Characiformes.

## Morfología
Los machos pueden llegar alcanzar los 57 cm de longitud total.

## Alimentación
Come insectos, caracoles, peces pequeños y plantas acuáticas.

## Hábitat
Vive en zonas de clima tropical.

## Distribución geográfica
Se encuentran en África.